# Archikatedra św. Piotra w Rennes
Archikatedra św. Piotra – rzymskokatolicka archikatedra we francuskim mieście Rennes, w Bretanii, siedziba miejscowej parafii katedralnej.

## Historia
Pierwszy kościół w tym miejscu stał tu już w IV wieku. W 1180 na tym miejscu wzniesiono gotycką świątynię. W 1490 roku zawaliła się fasada kościoła. Prace rekonstrukcyjne rozpoczął dominikanin Yves Mahyeuc. Fasadę, mimo jego starań, ukończono dopiero w 1704 roku, podczas odbudowy wielokrotnie zmieniali się architekci. Odbiegała ona stylem od reszty katedry, przez co w 1754 roku została ona ponownie, tym razem celowo, zburzona. Jej odbudowę ukończono w 1844 roku. W tym czasie jako tymczasowa katedra służyła kaplica św. Iwona oraz kościół św. Melaniusza. Samą przebudowę fasady znacznie spowolniła rewolucja francuska oraz rządy Napoleona I Bonaparte. Mianowanie biskupem Rennes Godefroya Brossais-Saint-Marc rozpoczęło remont wnętrza świątyni, który nadał katedrze neoklasycystyczny wystrój. Renowację zakończyła śmierć Godefroya w lutym 1878 roku. Od 1907 roku wpisana na listę zabytków. W 2007 roku z katedry skradziono płaskorzeźby eksponowane w jednej z bocznych kaplic, po niedługim czasie zostały one odzyskane. W nocy z 11 na 12 czerwca 2020 roku wandale przynieśli pod drzwi świątyni kubeł na śmieci, który później podpalili. Część drzwi kościoła została zniszczona.

## Galeria

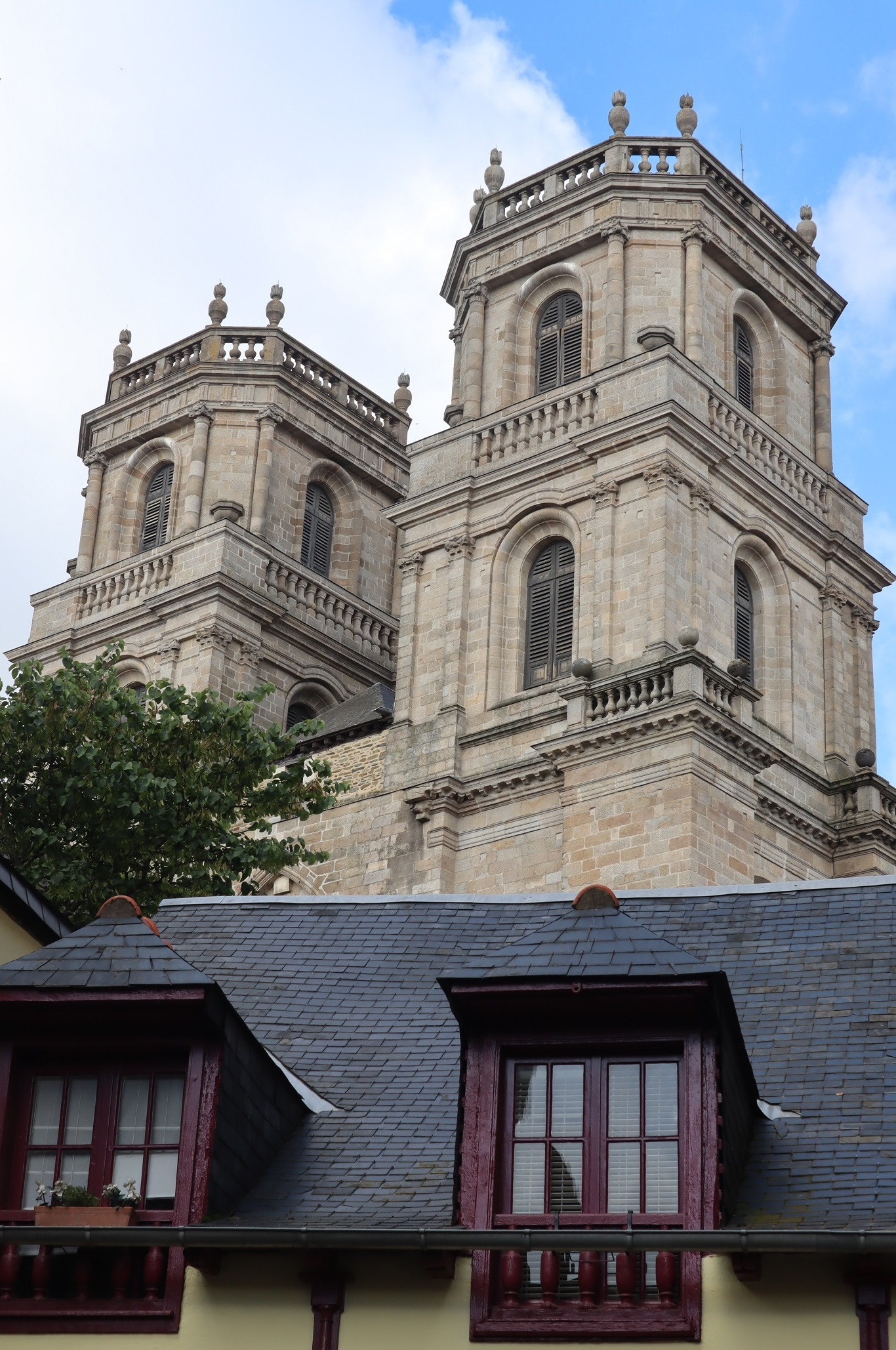
Wieże katedry
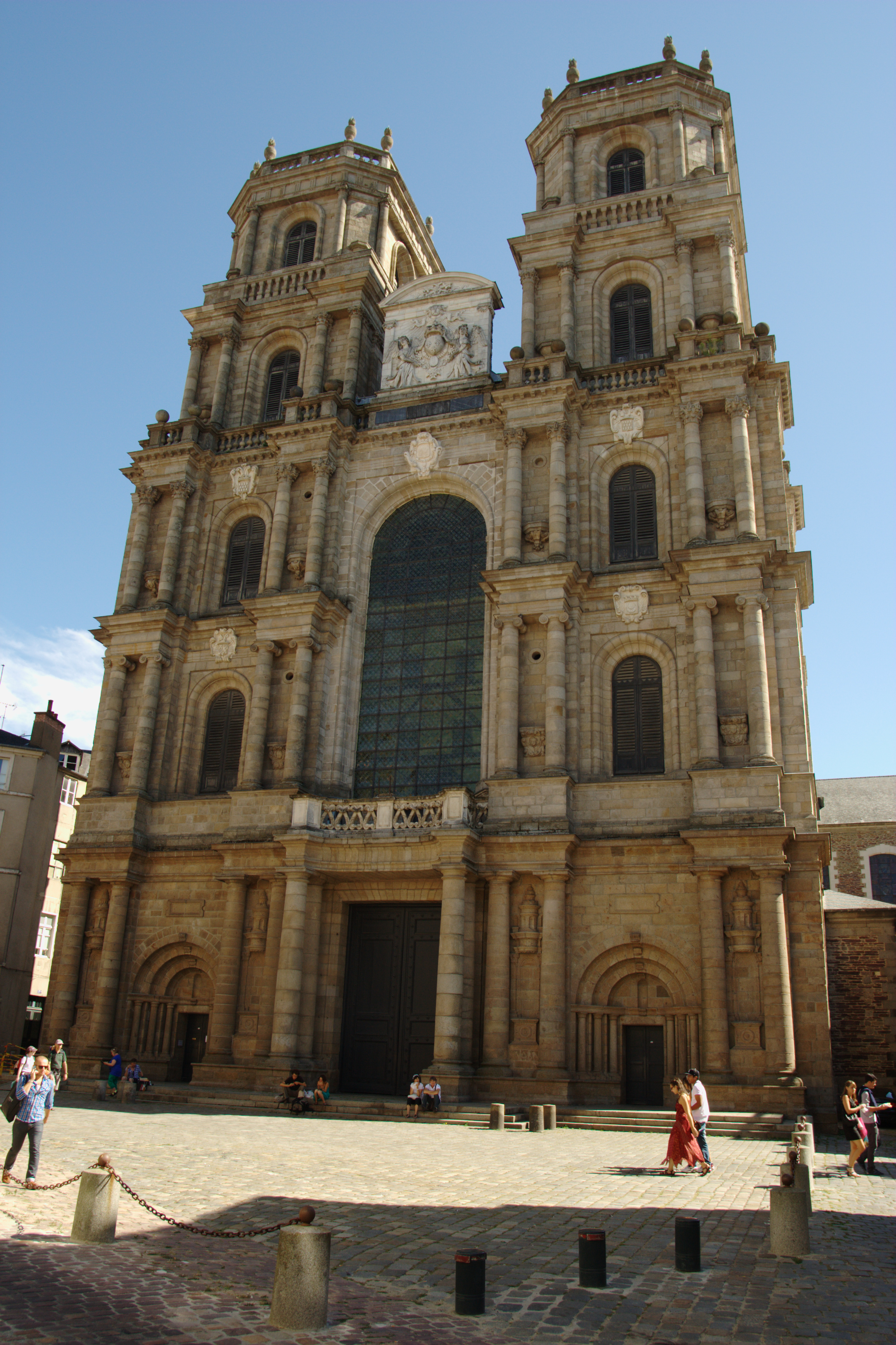
Fasada
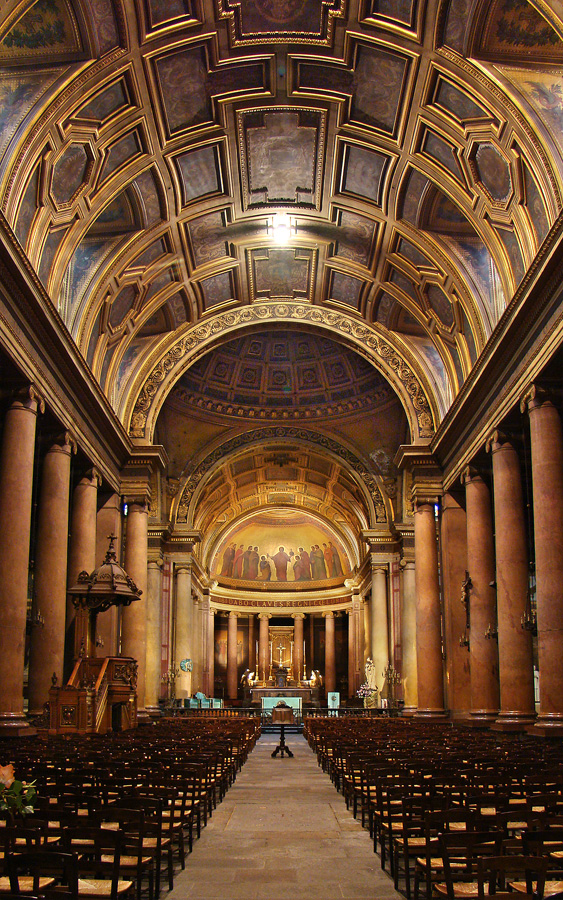
Wnętrze
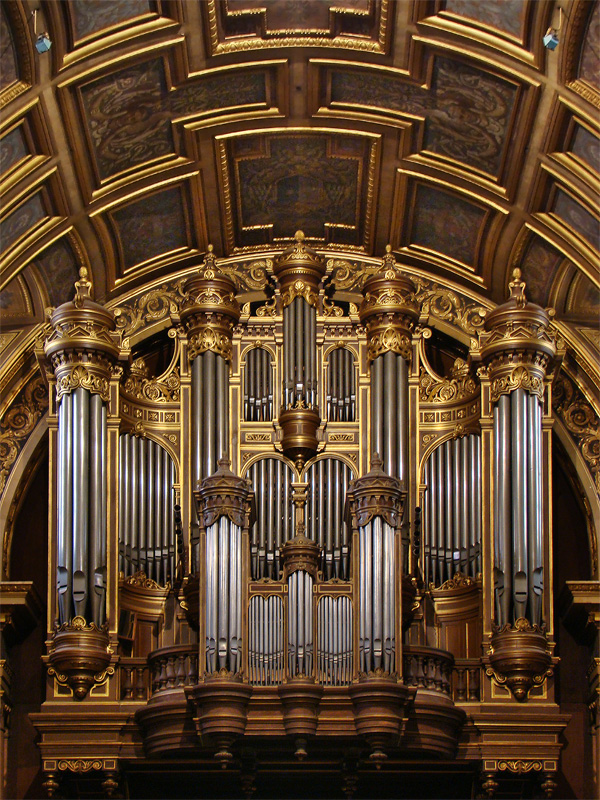
Organy
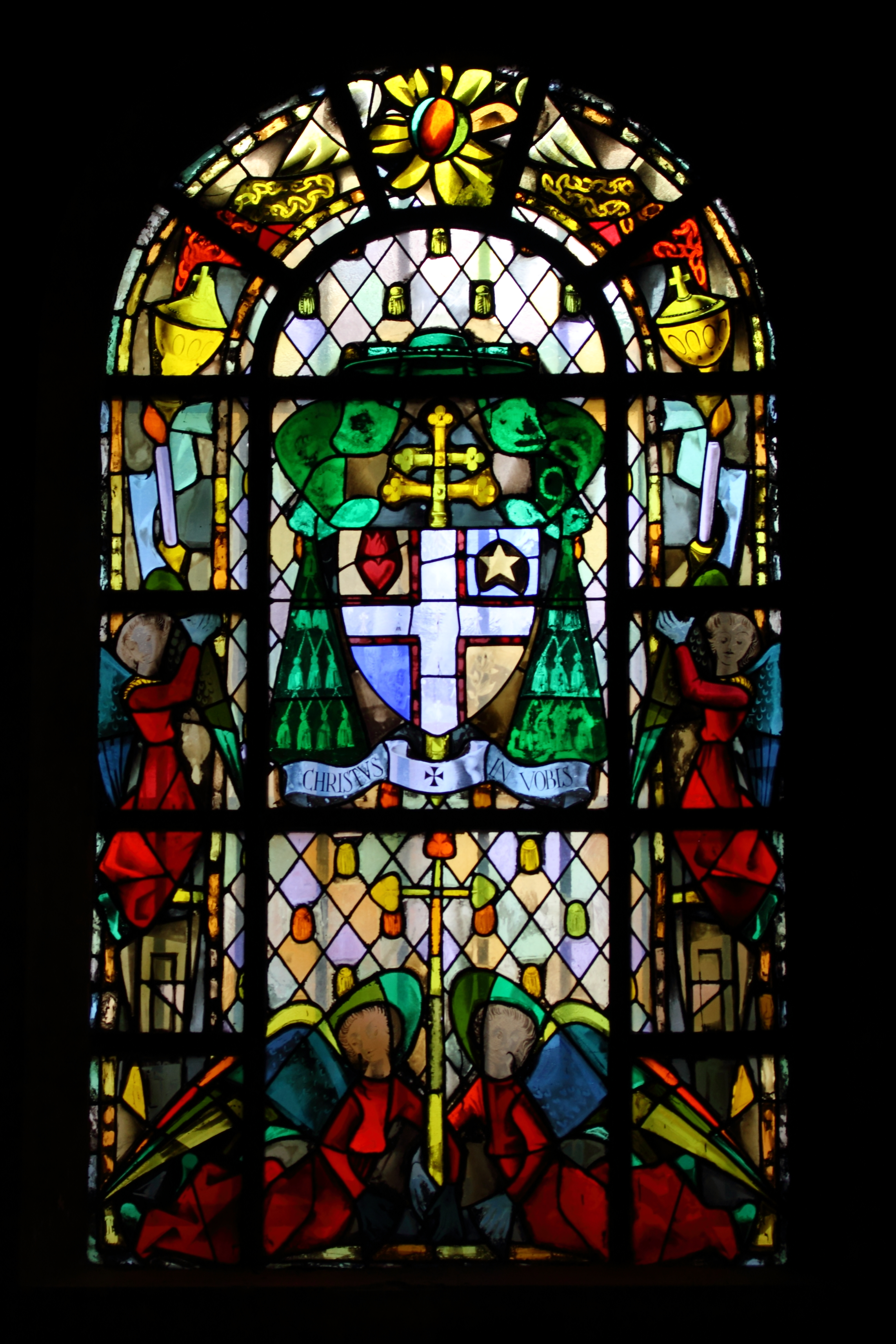
Jeden z witraży